# Czubatka (Ryczów-Kolonia)
Czubatka (440 m) – wzniesienie i skała we wsi Ryczów-Kolonia, w województwie śląskim, w powiecie zawierciańskim, w gminie Ogrodzieniec. Jest porośnięte lasem sosnowym. Na szczycie wzniesienia znajdują się dwie skały wapienne. Wyższa z nich góruje ponad lasem. Znajduje się w odległości około 110 m od drogi z Podzamcza do Ryczowa i jest z tej drogi widoczna.

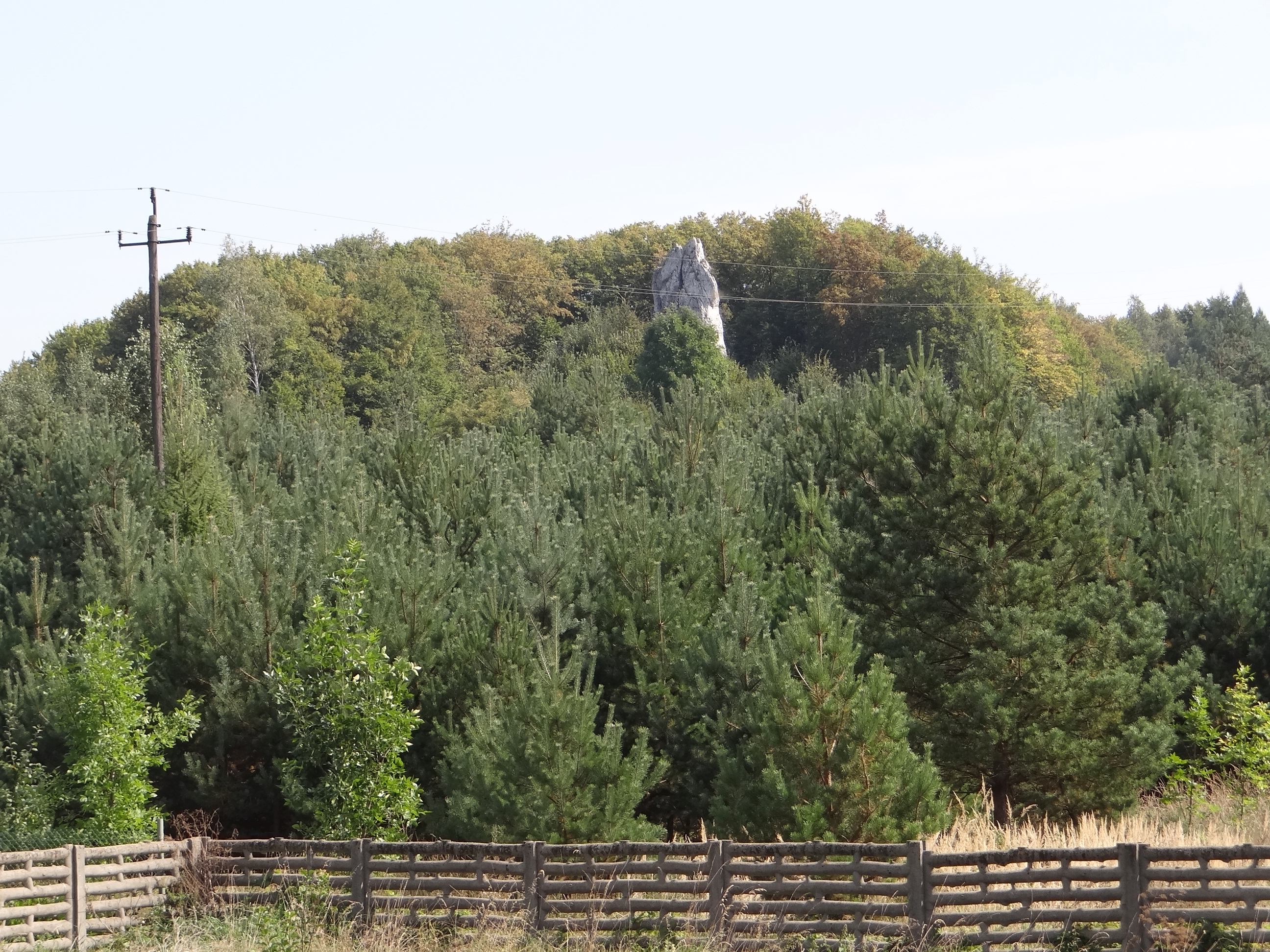
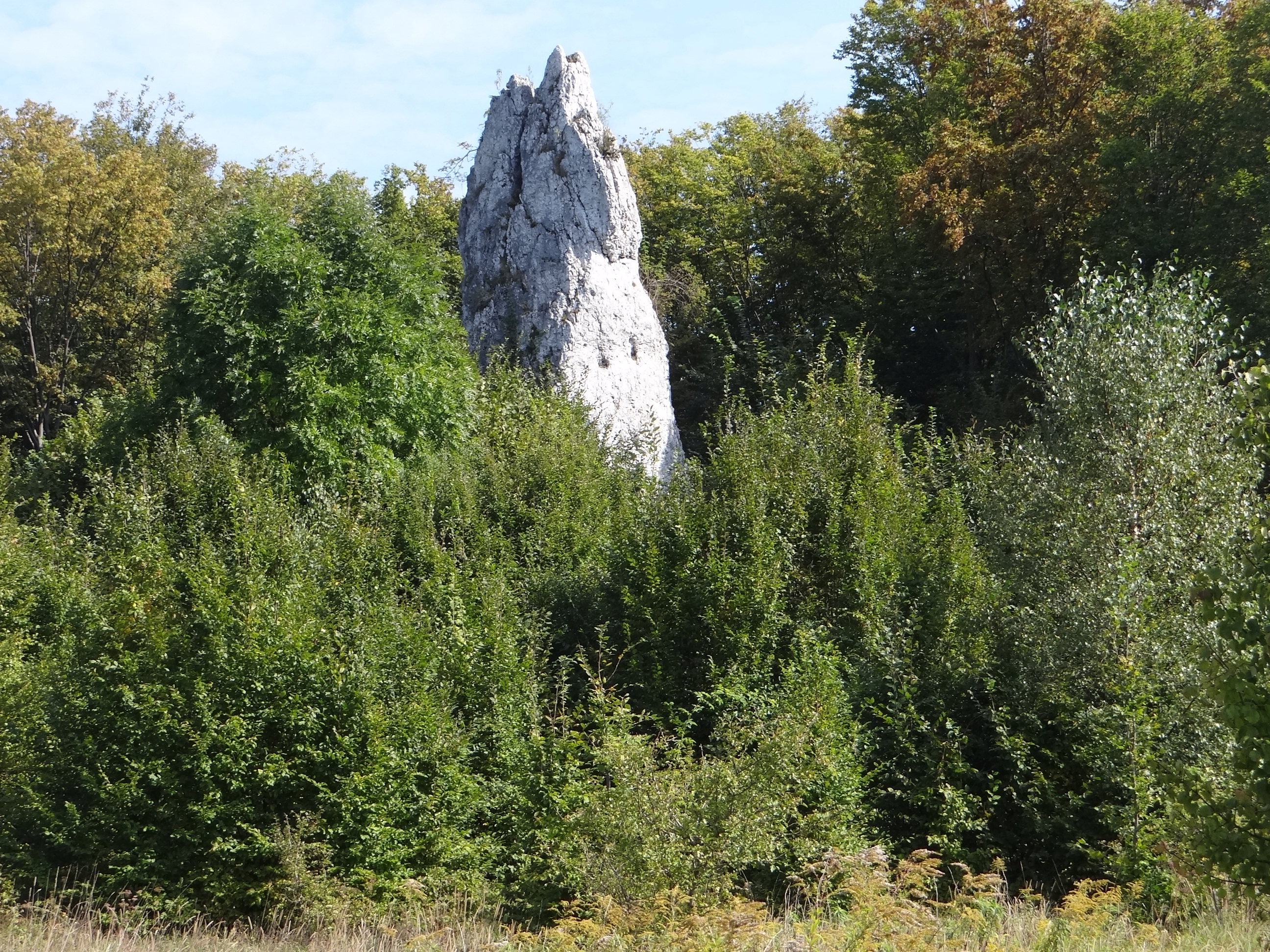
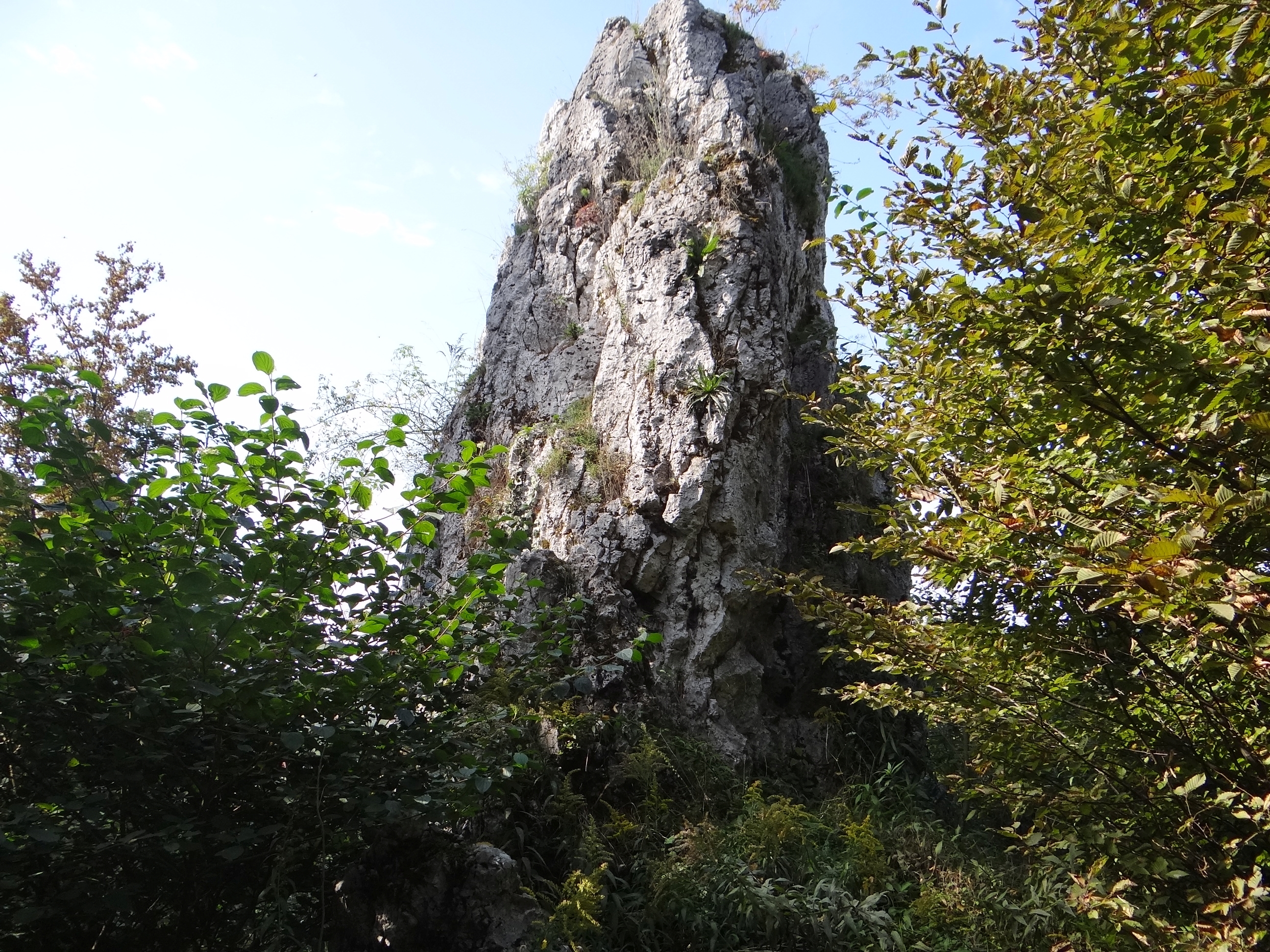